# Cabana de caça de Augustusburg

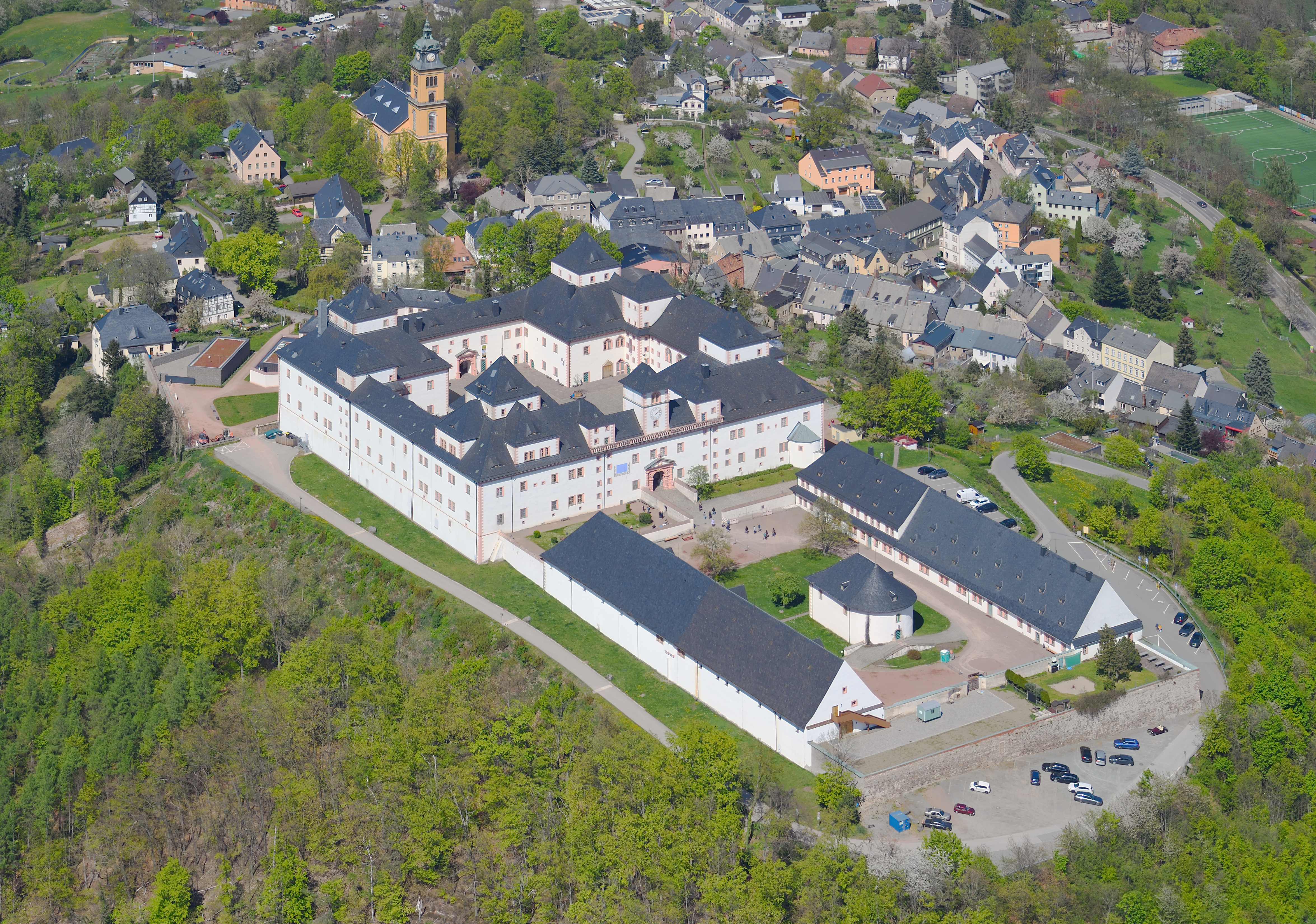
Vista aérea

A cabana de caça de Augustusburg foi construída de 1568 a 1572 acima da cidade de mesmo nome.
É considerada o primeiro castelo da era renascentista na Saxónia. O castelo simétrico, com o seu pátio interno em forma de cruz, é caracterizado pelas quatro casas de esquina, que são unidas por estreitas construções rectangulares conectadas.